# 木曜会 (貴族院)
木曜会（もくようかい、旧字体：木曜󠄁會）は、明治時代に存在した貴族院の院内会派（1897年7月28日 - 1913年1月26日、なお院内交渉団体としての成立は1898年3月10日）。研究会の千家尊福ら男爵議員が離脱して結成された。なお、この名称は研究会の旧称に由来している。
貴族院の成立後、議員の身分（旧公家や旧大名といった旧家格ではなく爵位の等級や勅選議員・多額納税議員といった区分）ごとに院内会派結成の動きが見られたが、男爵出身者にはこうした動きが見られず、木曜会→研究会などの各会派に分散していた。当時の研究会は結成母体となった子爵議員と清浦奎吾を筆頭とする実務に通じた勅選議員が力を有しており、男爵議員の立場は弱かった。こうした状況に不満を抱いた千家や杉渓言長らは男爵議員の総結集を目指し、1897年の有爵議員互選の直後に研究会所属の男爵議員16名で木曜会を発足させた。
この反響は大きく、翌年には他会派の男爵議員や勅選議員の加入によって院内交渉団体として認められ、1904年の男爵議員互選において全56議席中43議席を獲得して総計46名、5年後には53名（勅選議員6名含む）に膨らみ男爵議員のほとんどと勅選議員の一部を加えた中堅会派となった。
ところが、代表者である千家は元々伊藤博文の勧めで神道家（出雲国造家当主）から政界に転じた人物で、伊藤系の立憲政友会に近い立場であった。このため、1908年に千家は第1次西園寺内閣の司法大臣として入閣するも、木曜会内部には政党に否定的な議員が多く、これを機に内紛が勃発し、1910年に10名が木曜会を離脱。その後も離脱者が続いて2月13日に中川興長ら17名で清交会（せいこうかい）を結成して木曜会は分裂した。だが、その後も木曜会・清交会ともに分裂と離脱が相次ぎ、まず1911年3月に清交会が解散して無所属団などに分散され、同年の男爵議員互選でわずか6議席獲得にとどまって総計10名にまで縮小した木曜会も1913年には解散して研究会に復帰する者と土曜会に合流する者に分裂した。
以後、1919年の公正会結成運動まで男爵議員の分散状態は続くことになった。